# Мариборская синагога
Мариборская синагога — историческое здание одной из старейших синагог в Европе. По старшинству Мариборская синагога считается второй после пражской Староновой синагоги. Располагается в Словении в городе Марибор на улице Жидовская дом 4.
Первое упоминание относится к 1429 году. Одним из раввинов, служивших в синагоге был ришоним Иссерлейн Исраэль бен Птахия (1390—1460). В марте 1496 г. по требованию собрания сословий в Мариборе император Священной Римской империи Максимилиан I издал эдикт об изгнании евреев из Штирии и Каринтии, вступивший в силу в январе 1497 г. После изгнания иудеев здание стало использоваться как католический костёл Всех Святых. В настоящее время в синагоге располагается краеведческий музей.